# Bryophyllum sulphurea
Bryophyllum sulphurea là một loài thực vật có hoa trong họ Crassulaceae. Loài này được (Baker) A. Berger miêu tả khoa học đầu tiên năm 1930.